# Maria Chiappelli
Maria Chiappelli, de soltera von Zdekauer (Macerata, 24 de gener de 1902-Lido di Camaiore, 9 de juliol de 1961) va ser una escriptora italiana.
Nascuda en una família noble, el seu pare, Ludovico von Zdekauer, s'havia traslladat a Itàlia des de Praga portat per la seva passió per la cultura italiana. Així Maria Chiappelli va tenir ocasió de freqüentar els cercles literaris italians des de molt primerenca edat.
Als divuit anys es va casar amb Francesco Chiappelli, noble italià, i va passar a residir a Florència.
Pocs anys després va començar la seva obra literària. En el camp del teatre la seva obra es va limitar a una comèdia: Giri d'acqua. La seva activitat principal va ser en l'àmbit del relat curt. Entre els seus llibres figuren La stella caduta (1937) i L'oca minori (1941).
En opinió de Pietro Pancrazi, el sentiment que domina la seva obra és l'amor matern, que expressa d'una forma singular.